# Siergiej Korostin
Siergiej Anatoljewicz Korostin (ros. Сергей Анатольевич Коростин; ur. 5 lipca 1989 w Prokopjewsku) – rosyjski hokeista.

## Kariera
- Dinamo 2 Moskwa (2004–2007)
- Dinamo Moskwa (2005–2008)
  -  Szachtiar Prokopiewsk (2007)
- Texas Tornado (2008)
- London Knights (2008–2009)
- Peterborough Petes (2008–2009)
- Idaho Steelheads (2009)
- Texas Stars (2009–2010)
- Dinamo Bałaszycha (2011)
- Sokoł Krasnojarsk (2011)
- Donbas Donieck (2011)
- HK WMF, SKA Karelja, SKA-Niewa (2011-2016)
- MHC Martin (2016-2017)
- Mietałłurg Nowokuźnieck (2017-2019)
- Zauralje Kurgan (2019-2020)

## Sukcesy
Reprezentacyjne
- Złoty medal mistrzostw świata juniorów do lat 18: 2007
- Brązowy medal mistrzostw świata juniorów do lat 20: 2009